# Сиссе, Мустафа
Мустафа Эладжи Сиссе (фр. Moustapha Elhadji Cissé; родился 14 сентября 2003, Конакри, Гвинея) — гвинейский футболист, нападающий клуба «Аталанта (до 23)».
В 2019 году Сиссе уехал из Гвинеи в Италию, где начал выступать за любительскую команду «Ринашита Рефуджис». Через некоторое время его заметили скауты «Аталанты». 23 февраля 2022 года Сиссе перешёл в молодёжный состав клуба. 20 марта в дебютном матче Серии A забил гол в ворота «Болоньи», принеся своему клубу победу. В следующем сезоне Сиссе был в арендах: сначала находился в «Пизе», а с января 2023 года — в «Зюйдтироле». С сезона 2023/24 начал выступать за новообразованную команду «Аталанты» до 23 лет. 25 июля 2025 года на правах аренды отправился в швейцарский «Санкт-Галлен».

## Карьера

### Детство и ранняя карьера
Мустафа Сиссе родился 14 сентября 2003 года в Конакри. В 2019 году, когда ему было 16 лет, футболист потерял отца. После этого Сиссе бросил школу и покинул Гвинею, переехав в Италию в поисках лучшей жизни. По приезде в страну Сиссе сначала попал в центр SAI в Лечче, затем оказался в коммуне Кармьяно. Вскоре Сиссе начал играть за клуб беженцев из коммун Кармьяно, Леверано и Копертино, «Ринашита Рефуджис» (Rinascita Refugees, с итал. — «Возрождение беженцев»), выступавшего на тот момент в девятом по силе дивизионе Италии. Первоначально выступал в неофицальных матчах своего клуба, из-за того, что ему было запрещено играть в футбол даже на любительском уровне, так как Сиссе являлся несопровождаемым несоврешеннолетним, не находившимся в статусе получателя убежища под защитой ФИФА. Параллельно с матчами за «Ринашита Рефуджис» играл за команду своего центра в рамках проекта Rete Refugee Teams, проводящегося под эгидой FIGC, где Сиссе вместо с сокомандниками почти получили право участвовать в национальном этапе в Риме. После повышения клуба в восьмой дивизион во время благотворительного матча против молодёжной команды «Лечче» его заметили скауты «Аталанты» и около года за ним наблюдали. Уже совершеннолетним Сиссе сыграл за «Ринашита Рефуджис» 8 матчей в восьмом дивизоне, где забил 18 мячей. Параллельно с играми за клуб он учился на электрика.

### «Аталанта»
Перед тем, как подписать Мустафу Сиссе, «Аталанта» пригласила его на просмотр, который он успешно прошёл. 23 февраля 2022 года Мустафа Сиссе перешёл в молодёжную команду «Аталанты» в последний день заявочного окна, подписав с клубом трёхлетний контракт. Для его подписания «Аталанта» потратила последний слот, предназначенный для игроков не из Евросоюза. В этот же день Сиссе дебютировал в 1/4 финала молодёжного кубка Италии против молодёжной команды «Сампдории». Через 4 дня после перехода в клуб оформил дубль в Примавере в ворота «Милана», 5 марта отыграл весь матч против «Лечче», а затем забил единственный гол в ворота «Наполи». 13 марта впервые появился в заявке «Аталанты» на матч против «Дженоа». 20 марта 2022 года перед матчем 30-го тура против «Болоньи» из-за травм в команде (по разным причинам не могли играть Рулсан Малиновкий, Дуван Сапата, Жереми Бога, Алексей Миранчук и Йосип Иличич) главному тренеру «Аталанты» Джан Пьеро Гасперини пришлось вносить в заявку молодых игроков, в том числе и Мустафу Сиссе. На 65-й минуте он дебютировал в Серии А, выйдя на поле вместо находившегося не в форме Луиса Мурьеля. На 82-й минуте Сиссе получил пас от Марио Пашалича в штрафной и с левой ноги забил мяч в ближний угол ворот Лукаша Скорупского. Этот гол стал единственным и победным для «Аталанты». Сиссе посвятил забитый мяч своей маме. После матча Eurosport поставил футболисту оценку 7 и признал его MVP матча, назвав выступление Сиссе «историческим»:

Вот так история! Родившись в 2003 году, он дебютировал в Серии А на 65-й минуте, а на 82-й забил гол (ценой) в три очка. Судя по тому, как он вошёл в игру, это может быть (гол) первый из многих.
Оригинальный текст (итал.)Che favola. Classe 2003, esordisce in Serie A al 65' e all'82' realizza un gol da tre punti. A giudicare da com'è entrato in partita, potrebbe essere il primo di molti.

После дебюта за «Аталанту» Сиссе сыграл ещё два матча: против «Наполи», где вышел на замену на 81-й минуте, и в матче против «Венеции», где вышел на 87-й минуте, заменив Луиса Мурьеля. За молодёжную команду клуба Сиссе сыграл в 11 матчах и сделал 13 результативных действий: забил 11 голов и отдал 2 голевые передачи. 17 июня был номинирован Tuttosport на Golden Boy. По итогам голосования занял 94-е место, обогнав Джейдена Брафа, Максима Эстева, Сиссе Сандра, Мало Гюсто, Исаака Лихаджи и Танги Ньянзу. 30 ноября 2023 года впервые в сезоне 2023/24 попал в заявку на матч основной команды против «Спортинга» в Лиге Европы, а уже 14 декабря в матче против «Ракува» вышел на замену на 90-й минуте, заменив Луиса Мурьеля.

#### Аренды в «Пизу» и «Зюйдтироль»
5 августа 2022 года Мустафа Сиссе перешёл на правах аренды в «Пизу». Также футболист мог перейти в «Кальяри», но сделка так и не состоялась. За клуб дебютировал в кубке Италии в матче против «Брешии», где вышел на 65-й минуте, заменив Гаэтано Мазуччи. В серии B дебютировал в матче против «Читтаделлы», где вышел на 67-й минуте, заменив всё того же Мазуччи. Всего за «Пизу» провёл 8 матчей, где сыграл 213 минут и не отметился результативными действиями.
30 января 2023 года Мустафа Сиссе досрочно был отозван из «Пизы» обратно в «Аталанту». В этот же день он перешёл на правах аренды в «Зюйдтироль». Свой первый матч за клуб провёл 11 февраля в 24-м туре Серии B против «Комо», выйдя на замену на 83-й минуте вместо Маттео Ровера. 25 февраля на 5-й минуте домашнего матча против «Палермо», закончившегося со счётом 1:1 забил свой первый гол за команду: Сиссе после паса головой от Рафаэля Одогву мощно пробил правой ногой под перекладину. Всего за «Зюйдтироль» сыграл 12 матчей, где сыграл 467 минут и забил 2 мяча.

#### «Аталанта (до 23)»
В 2023 году в структуре «Аталанты» появилась новая команда — до 23 лет, которая 4 августа стала участником Серии C. За новообразованную команду Сиссе начал принимать участие в товарищеских матчах. В дебютном официальном матче клуба против «Виртус Вероны» на 15-й минуте матча получил пас от Бонфанти и, развернувшись, забил первый гол в матче. Из-за вывиха плеча в заявку «Аталанты» до 23 лет попал лишь 20 октября. Своей игрой в Серии C заинтересовал некоторые европейские клубы, готовых взять его в аренду: ПСВ, «Цюрих», «Сьон», «Юнион Сен-Жиллуаз», «Гамбург», «Сампдория» и «Парма». Также к игроку проявлял интерес «Трабзонспор». С 1 февраля по 4 апреля 2024 года отсутствовал из-за неизвестного повреждения. Всего в сезоне 2023/24 провёл 22 матча, где забил 8 мячей. 12 июля 2025 года появилась информация, что Мустафу Сиссе может подписать «Коджаэлиспор» или на правах аренды с правом выкупа, или турецкий клуб сразу купит игрока «Аталанты». Уже 20 июля стало известно, что в шорт-листе «Юве Стабии» есть Мустафа Сиссе.

#### Аренда в «Санкт-Галлен»
22 июля 2024 года появилась информация о скором переходе Мустафы Сиссе в «Санкт-Галлен». Через три дня, 25 июля официально перешёл в «Санкт-Галлен» на правах аренды с опцией выкупа. Спортивный директор клуба Рогер Штильц заявил, что Сиссе «очень динамичен, опасен и обладает отличным менталитетом» и что он «привнесёт много нового в нашу игру». Дебютный матч провёл 28 июля, выйдя на 64-й минуте матча 2-го тура чемпионата Швейцарии против «Янг Бойз» вместо Виллема Жеббеля. Свой первый гол забил 1 августа во втором квалификационном раунде Лиги конференций против костанайского «Тобола»: после неудачного удара Михайло Стевановича Сиссе нанёс точный удар по воротам казахстанского клуба. Первый гол в чемпионате Швейцарии Сиссе забил в ворота «Лозанны»: выйдя на замену на 62-й минуте вместо Жеббеля, через 8 минут после паса Исаака Шмидта он отправил мяч в ворота Карло Летицы; по итогу его гол оказался победным. 18 января 2025 года сайт AfricaFoot сообщил, что «Санкт-Галлен» готов подписать Сиссе на постоянной основе, но этого не произошло: 17 мая клуб официально попрощался с тремя игроками, в том числе и с Мустафой Сиссе. В 34 матчах за «Санкт-Галлен» он сыграл 34 матча, где забил 4 мяча и отдал две голевые передачи.

## Стиль игры
Центральный нападающий, который, хоть и не является высоким футболистом, но имеет отличные атлетические способности, хорошую технику и способность попасть в ворота, если ему не будут мешать. Является правшой.

## Статистика
| Выступление         | Выступление      | Выступление      | Чемпионат | Чемпионат | Кубок | Кубок | Еврокубки | Еврокубки | Прочие | Прочие | Итого | Итого |
| Клуб                | Лига             | Сезон            | Игры      | Голы      | Игры  | Голы  | Игры      | Голы      | Игры   | Голы   | Игры  | Голы  |
| ------------------- | ---------------- | ---------------- | --------- | --------- | ----- | ----- | --------- | --------- | ------ | ------ | ----- | ----- |
| Аталанта            | Серия А          | 2021/22          | 3         | 1         | 0     | 0     | —         | —         | —      | —      | 3     | 1     |
| Аталанта            | Серия А          | 2023/24          | 0         | 0         | 0     | 0     | 1         | 0         | —      | —      | 1     | 0     |
| Аталанта            | Итого            | Итого            | 3         | 1         | 0     | 0     | 1         | 0         | —      | —      | 4     | 1     |
| Пиза (аренда)       | Серия B          | 2022/23          | 7         | 0         | 1     | 0     | —         | —         | —      | —      | 8     | 0     |
| Зюйдтироль (аренда) | Серия B          | 2022/23          | 11        | 2         | 0     | 0     | —         | —         | 1      | 0      | 12    | 2     |
| Зюйдтироль (аренда) | Итого            | Итого            | 18        | 2         | 1     | 0     | —         | —         | 1      | 0      | 20    | 3     |
| → Аталанта (до 23)  | Серия C          | 2023/24          | 18        | 6         | —     | —     | —         | —         | 4      | 2      | 22    | 8     |
| → Аталанта (до 23)  | Итого            | Итого            | 18        | 6         | —     | —     | —         | —         | 4      | 2      | 22    | 8     |
| Санкт-Галлен        | Суперлига        | 2024/25          | 21        | 2         | 3     | 0     | 10        | 2         | —      | —      | 34    | 4     |
| Санкт-Галлен        | Итого            | Итого            | 21        | 2         | 3     | 0     | 10        | 2         | —      | —      | 34    | 4     |
| Всего за карьеру    | Всего за карьеру | Всего за карьеру | 60        | 12        | 4     | 0     | 11        | 2         | 5      | 2      | 80    | 16    |

## Комментарии
1. ↑  Также встречается вариант Эль-Хаджи[2]
2. ↑  Лига Европы УЕФА, Лига конференций УЕФА
3. ↑  Плей-офф за повышение в Серию А, плей-офф за повышение в Серию B